# Désert blanc
 (mars 2024).
Si vous disposez d'ouvrages ou d'articles de référence ou si vous connaissez des sites web de qualité traitant du thème abordé ici, merci de compléter l'article en donnant les références utiles à sa vérifiabilité et en les liant à la section « Notes et références ».
Pour l’article homonyme, voir Le Désert blanc.
Le désert blanc est un reg du désert Libyque, dans le nord-est du Sahara, entre les oasis égyptiennes d'Al-Farafra au sud-ouest et d'Al-Bahariya au nord-est.

## Géographie

### Géologie
Il doit son nom à son sol formé de calcaire blanc contrastant avec les ergs environnants de sable jaune. La roche est modelée par l'érosion éolienne en champignons de pierre dont le plus connu est le Doigt de Dieu. 

### Climat
Dans cette partie orientale du Sahara, la température peut dépasser 45 °C en été. La pluie ne tombe que très rarement dans l'année, voire pas du tout. Le vent désertique peut se lever et créer d'immenses tempêtes de sable. L'aridité des lieux est extrême.

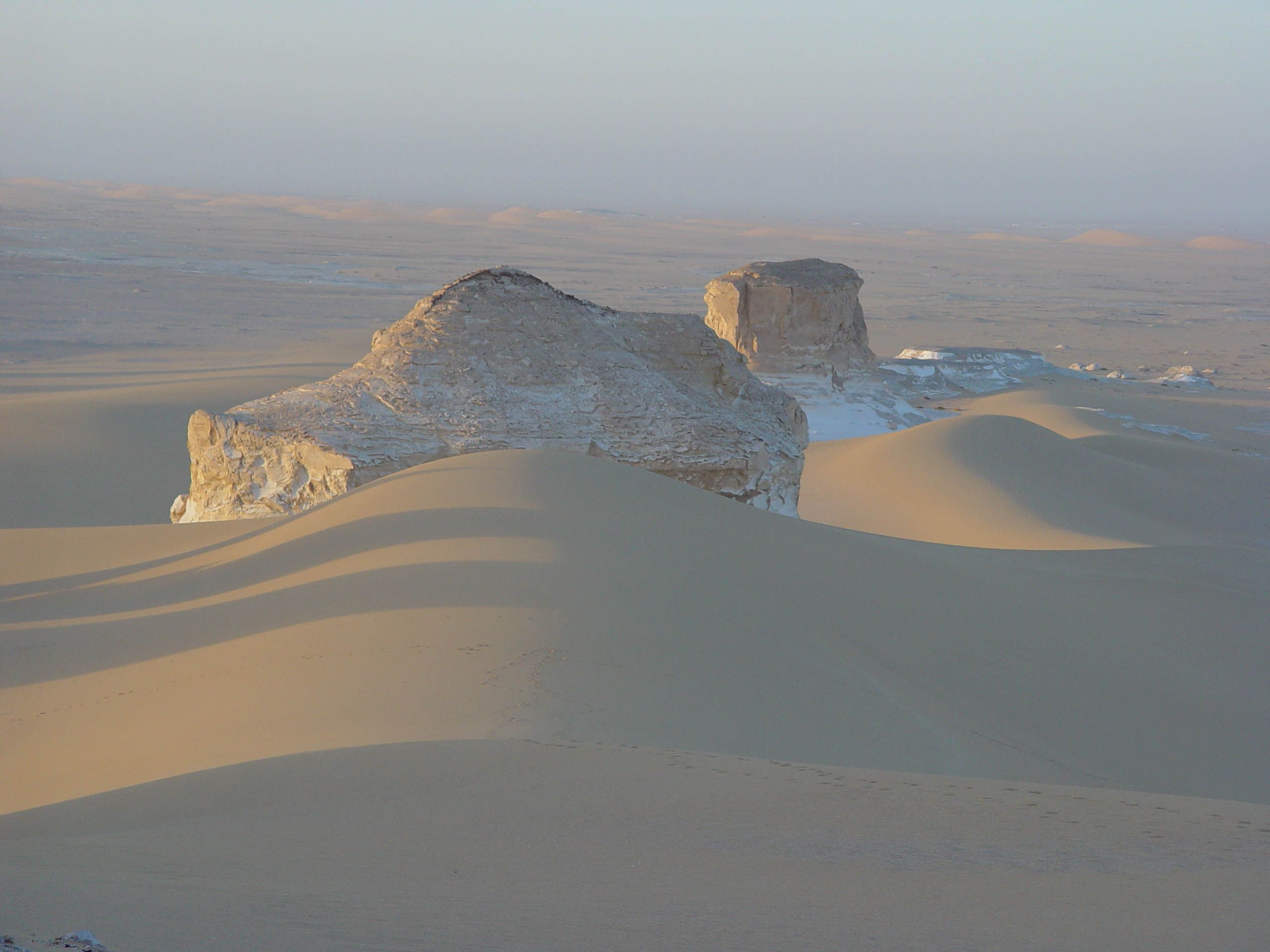
Matin sur le désert en décembre 2005.
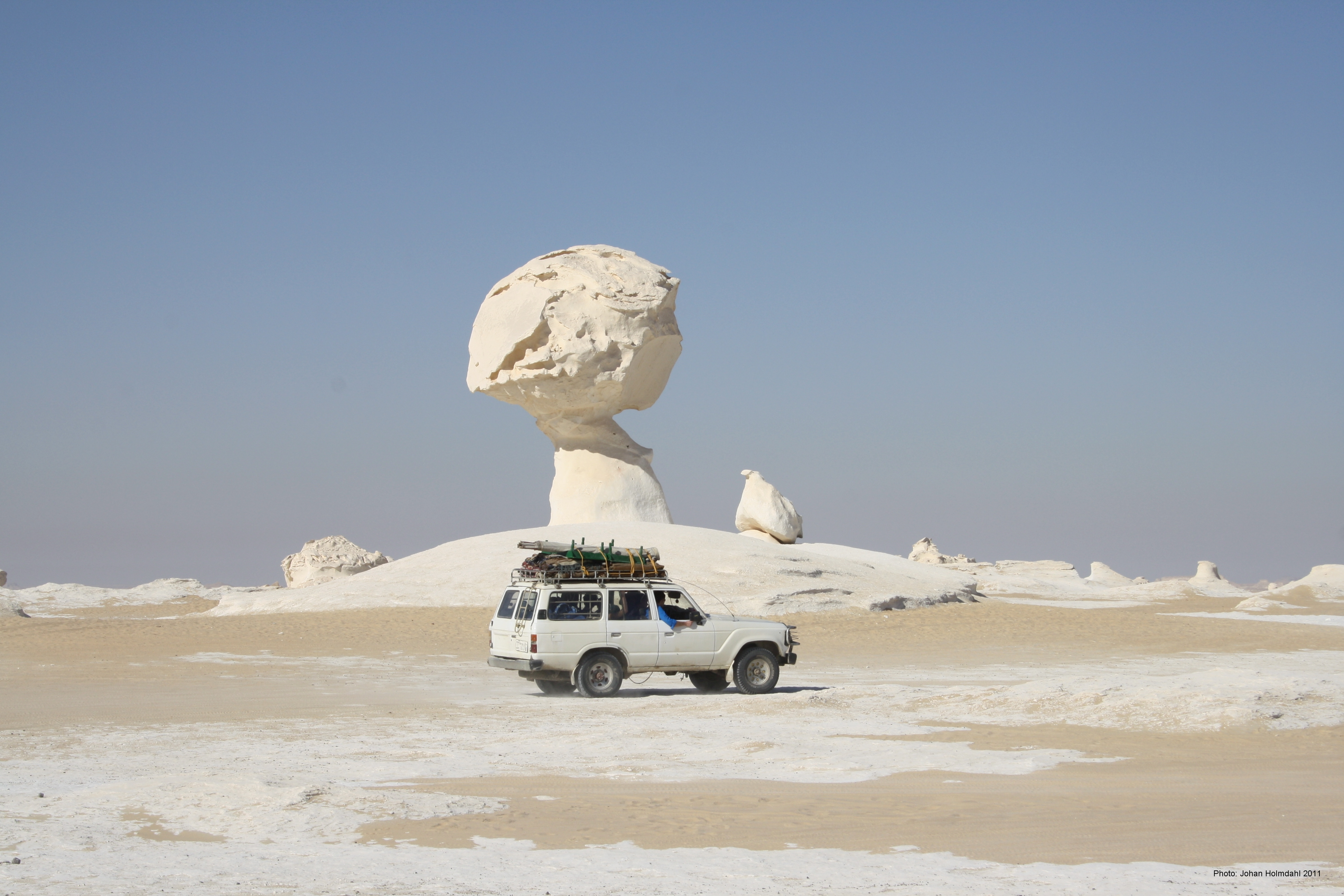
Champignon de pierre en janvier 2011.
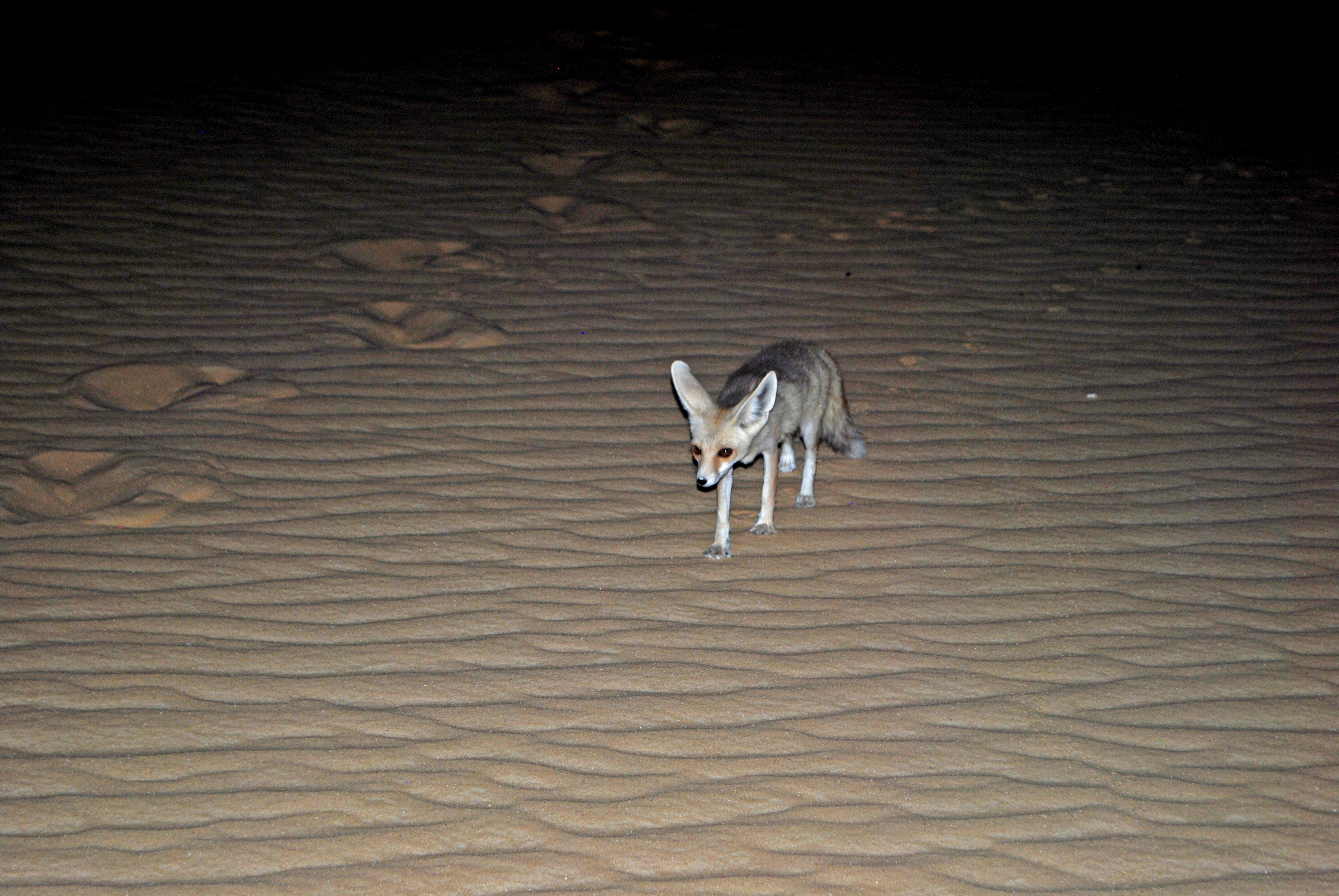
Renard famélique dans le désert en juillet 2011.

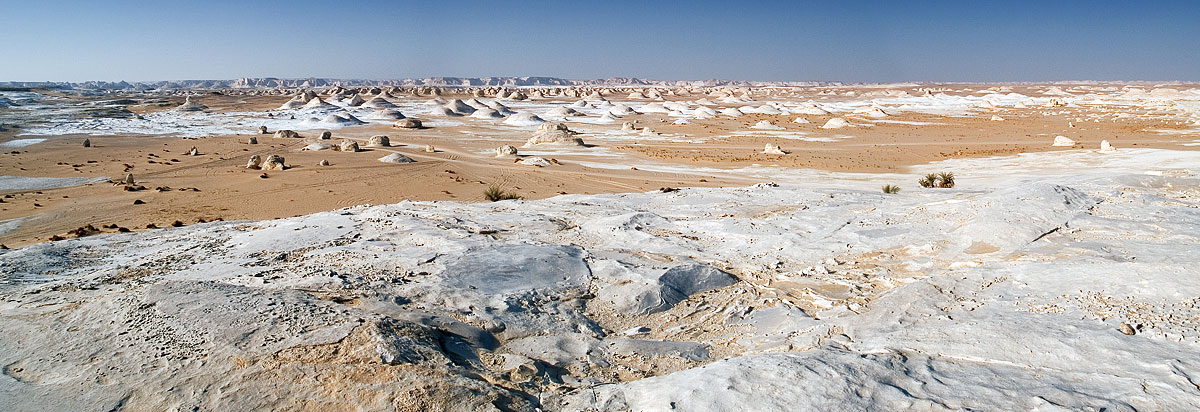
Paysage du désert blanc en février 2005.

## Dans la culture
Des scènes du film américain Wicked: Part Two (2025) de Jon Chu sont tournées dans le désert blanc dans le courant de l'année 2023 ; il sert de décors au pays d'Oz, où se déroule l'action du film.